# Hersch Fischler
Hersch Fischler (* 1947 in Steyr, Österreich) ist ein deutscher Soziologe und Publizist aus Düsseldorf.

## Leben
Fischler studierte Soziologie, Philosophie und Wirtschafts- und Politikwissenschaften. 
Seit den 1980er Jahren arbeitete Fischler als freischaffender Publizist und Journalist. 1997 brachten seine Recherchen zum SS-Raubgold Dokumentenfunde über die seinerzeitige Beteiligung deutscher Banken. Das führte wohl mit zur Gründung von drei Historikerkommissionen, die seine Recherchen bestätigten.
Er trat außerdem als Ko-Autor durch zwei Publikationen zum Reichstagsbrand und zur Geschichte des Bertelsmann-Konzerns hervor. Seine Recherchen zur Geschichte des Bertelsmann-Konzerns führten u. a. ebenfalls zu einer Historikerkommission. In Folge musste Bertelsmann seine offizielle Firmengeschichte bezüglich seiner Rolle im Dritten Reich korrigieren. 
In der Forschung zum Reichstagsbrand wurde er als Kritiker der Alleintäter-These bekannt, die wesentlich auf eine Serie der Zeitschrift Der Spiegel von Fritz Tobias (Co-Autor Paul Schmidt-Carell) im Jahr 1959 basiert. Er fand im Hausarchiv des Instituts für Zeitgeschichte (IfZ) Dokumente, die Unregelmäßigkeiten in der wissenschaftlichen Bestätigung der Spiegel-Serie seitens Hans Mommsens belegten. Mommsens Bestätigung hatte wesentlich zur Akzeptanz der Alleintäter-These geführt. In Folge distanzierte sich das Institut für Zeitgeschichte im Jahr 2001 von Hans Mommsen. Im Jahr 2005 veröffentlichte das IfZ einen Beitrag von Fischler, in dem er Details der Unhaltbarkeit der Alleintäterschaft van der Lubbes darlegte und dem Spiegel Dokumentationsfehler nachwies.

## Resonanz
Aufsehen erregte die NZZ sich auf Fischler berufend im Jahr 2000 durch ihre Kritik an der Verleihung des Ludwig-Börne-Preises an den langjährigen Spiegel-Herausgeber Rudolf Augstein, die sie mit der Rolle Augsteins bei der geschichtsverfälschenden Reichstagsbrand-Beschreibung durch den Spiegel begründete.

## Schriften
- Dieter Deiseroth (Hrsg.): Der Reichstagsbrand und der Prozess vor dem Reichsgericht. Mit Beiträgen von Alexander Bahar, Dieter Deiseroth, Hersch Fischler u. a. Tischler Verlagsgesellschaft, Berlin 2005.
- Frank Böckelmann / Hersch Fischler: Bertelsmann: hinter der Fassade des Medienimperiums. Eichborn: Frankfurt 2004, ISBN 3-8218-5551-7.
- Hans Schneider: Neues vom Reichstagsbrand? Eine Dokumentation. Mit Beiträgen von Dieter Deiseroth, Hersch Fischler und Wolf-Dieter Narr. Berliner Wissenschafts-Verlag, 2004.
- Thomas Barth (Hrsg.): Bertelsmann: Ein Medienimperium macht Politik. Mit Beiträgen von Hersch Fischler, Eckart Spoo, Martin Bennhold u. a. Anders-Verlag, Hamburg 2006.
- Der doppelte Vorwärts. Verfälschen SPD, Verfassungsschutz und Spiegel die Geschichte vom Reichstagsbrand? In: Hintergrund 4/2012, S. 80–85.